# Hermandad del Prendimiento (Vivero)

La Hermandad del Prendimiento es una de las ocho cofradías que existen en la Semana Santa de Vivero.

## Historia
La Ilustre cofradía del Rosario y la Venerable Orden Tercera compartieron durante más de dos siglos la organización de los desfiles procesionales de la Semana Santa vivariense, hasta que, a partir del año 1944, se incorporó la Cofradía del Santísimo Cristo de la Piedad.
De la Piedad surgirían diversas filiales. La primera en el año 1947 con la Hermandad del Prendimiento.
La hermandad emplea capa y capirote blancos o rojos, con hábito de color blanco o rojo, que lleva bordado el emblema. Este está formado por la corona de espinas cruzada por la lanza y la esponja y, en el centro, la columna con la soga.

## Pasos procesionales

### Paso procesional del Beso de Judas
El paso procesional del Beso de Judas es un grupo escultórico del prendimiento creado por José Rivas en el año 1947 que cuenta con cuatro figuras:
- Cristo. Es una imagen de madera policromada y estofada de 1.7 x 1.1 m (debido a que esta imagen y la de Judas forman una sola). La figura muestra a Cristo con el pelo largo y la barba poblada, llevando un vestido ceñido en la cintura por una banda y unas sandalias en los pies. Cristo tiene el brazo derecho flesionado con la mano en el pecho.
- Judas. Es una imagen de madera policromada. La figura muestra a Judas con pelo corto y barba oscura, llevando una túnica verde, un manto marrón y unas sandalias. Judas abraza a Cristo con el brazo izquierdo y lleva una bolsa de monedas en esa mano; el brazo derecho alza una antorcha y el pie derecho está flexionado hacia atrás.
- Romano. Es una imagen de madera policromada y estofada de 1.9 m de altura (aunque la insignia de su mano izquierda mide 2 m). La figura muestra a un romano con el típico traje del ejército romano. El Romano tine el brazo derecho estirando, señalando a Cristo; el brazo izquierdo sujeta una insignia con las siglas SPQR y la pierna derecha está adelantada, en actitud de movimiento.
- El sajón. Es una imagen de madera policromada de 1.5 m de altura (estando inclinado hacia delante).La figura muestra a un sajón con el pelo corto y rizado, llevando un vestido rojo y verde. El sajón tiene el cuerpo inclinado hacia delante, en actitud de detener a Cristo, agarrándole por el hombro con el brazo derecho; el brazo izquierdo está hacia atrás sujetando una cuerda.

### Paso procesional de Las Negaciones de San Pedro
El paso procesional de las Negaciones de San Pedro es un grupo escultórico creado por Antonio Bernal entre los años 2010 y 2011, que cuenta con tres figuras:
- San Pedro. Es una imagen esculpida en cedro, estucada al temple de huevo, policromada al óleo y brocada. La figura muestra a san Pedro llevando mantolín verde, rematado con flecos dorados, y una túnica blanca de pliegues alatonados con motivos florales y símbolos propios de la iconografía del Santo, como las llaves o el gallo. San Pedro tiene la mano derecha extendida sobre el pecho; el brazo izquierdo extendido hacia atrás y la pierna derecha hacia delante
- Mujer Acusadora.
- Gallo.

## Procesiones
Durante la Semana Santa, la Hermandad del Prendimiento, se encarga de sacar las siguientes procesiones:
- Procesión de la Prendimiento (Jueves Santo)
- Procesión de la Pasión (Viernes Santo)

## Estandarte
El estandarte de la Hermandad del Prendimiento es obra de las monjas Concepcionistas de Vivero y data del año 1954. Su tejido es de terciopelo granate, sobre el que está bordado en plata los símbolos de la Pasión de Cristo, así como motivos dlorales. Una elegante girnalda de flores, tallos y hojas sirve de marco al elemento principal, símbolo de la Pasión y muestra la columna y el látigo circunscritos en la Corona de Espinas. A su vez, todo este conjunto es atravesado por dos flechas. En el reverso del estandarte, aparece bordada igualmente en hilo de plata la inscripción «Hermandad del Prendimiento» así como la fecha de confección en números romanos.

### Cofradías de la Semana Santa Vivariense similares
- Venerable Orden Tercera Franciscana.
- Ilustre y Venerable Cofradía del Santísimo Rosario.
- Cofradía del Santísimo Cristo de la Piedad.
- Hermandad del Prendimiento.
- Hermandad de las Siete Palabras.
- Hermandad de la Santa Cruz.
- Cofradía de O Nazareno dos de Fóra.
- Cofradía de la Misericordia.